# Academy of Management Journal
L'Academy of Management Journal est une revue scientifique bimestrielle destinée à la recherche en management et publiée par l'Academy of Management sise aux États-Unis.

## Historique
Créée en 1958 sous le nom de Journal of the Academy of Management, la revue adopte son nom actuel en 1963. 

## Impact et accueil critique
Selon le Journal Citation Reports, le facteur d'impact de la revue s'élève à 7,417 en 2016. Toutefois, en 2012, l'Academy of Management Journal est listée parmi dix principales revues faisant usage de citations forcées (en) pour accroître son facteur d'impact.
L'Academy of Management Journal fait partie des 45 revues sélectionnées par le Financial Times pour élaborer son classement des écoles de commerce. Elle est aussi une des quatre revues de management généralistes retenues par l'université du Texas à Dallas pour évaluer l'intensité de la recherche dans les universités.
En Allemagne, la revue est classée en catégorie A+ du VHB-Jourqual (de) en 2008 et en catégorie 1,00 du Handelsblatt Betriebswirte-Ranking (de) en 2009, c'est-à-dire les meilleures catégories de ces classements. Au Royaume-Uni, l'Association of Business Schools (de) classe la revue en catégorie 4 (2010), soit la meilleure catégorie.